# Kancera

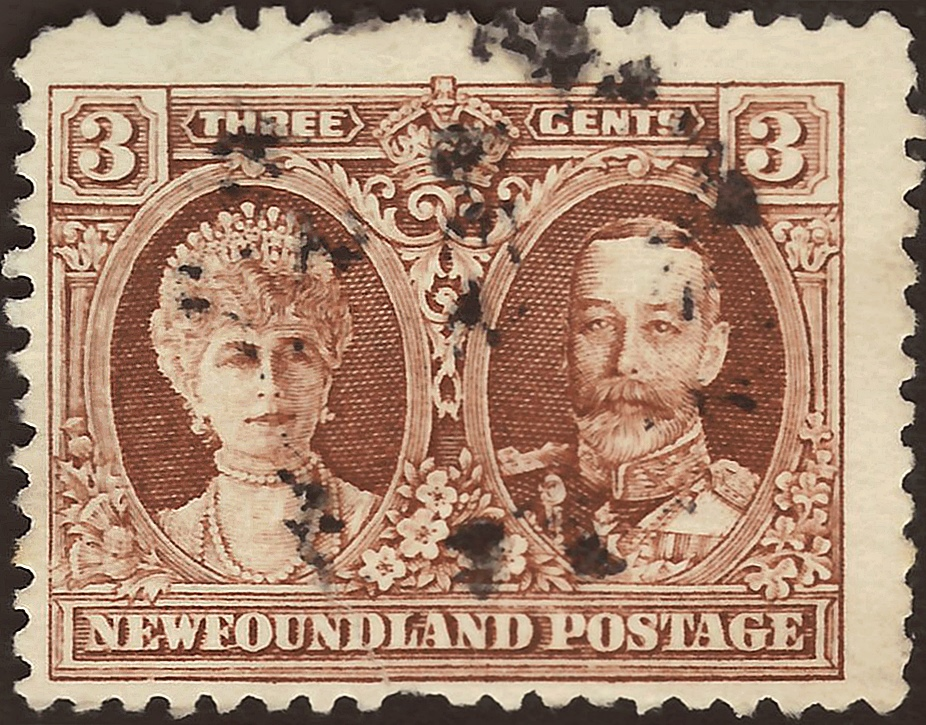
Znaczek z widocznymi uszkodzeniami

Kancera (też kancer) – w filatelistyce określenie uszkodzonego bądź zniszczonego znaczka.